# Charles Casey
Charles Francis Casey (* 21. September 1895 in Dublin, Irland; † 6. November 1952 in Dublin) war ein Rechtsanwalt, kurzzeitig sowohl Attorney General of Ireland (Generalstaatsanwalt) 1950/1951 als auch Richter am High Court (1951 bis 1952).

## Biografie
Charles Casey wurde 1902 als zweiter Sohn des Landarztes Dr. Charles Casey und seiner Frau Mary Genevieve geboren. Nach seinem Schulabschluss trat er in die 16. Division (die Irische Division) der Britischen Armee ein und kämpfte an der Somme und bei Ypern. Noch vor seiner Zulassung als Barrister im Jahr 1923, trat er dem Rechtsstab der Irischen Armee bei. 1941 wurde er zum Senior Counsel ernannt.
Am 21. April 1950 ernannte ihn Taoiseach John A. Costello, mit dem er früher als Rechtsanwalt gemeinsam gearbeitet hatte, zum Attorney General of Ireland. Er blieb in dem Amt bis zum 12. Juni 1951. Zum 15. Juni 1951 wurde er zum Richter am High Court ernannt.
Charles Casey war seit 1928 mit Helen Clarissa Hanlon verheiratet, mit der acht Kinder hatte.